# Emirates Cup 2011
Navigation
Édition précédente Édition suivante
L’édition 2011 de l'Emirates Cup remportée par les Red Bulls de New York est la 5e de cette compétition de football amicale organisée par Arsenal. Elle s'est déroulée les 30 et 31 juillet 2011 à l'Emirates Stadium. Contrairement aux éditions précédentes, il n'y a pas de points attribués pour chaque but marqué.

## Classement final
| Rang | Équipe                | Pts | J | G | N | P | Bp | Bc | Diff |
| ---- | --------------------- | --- | - | - | - | - | -- | -- | ---- |
| 1    | Red Bulls de New York | 4   | 2 | 1 | 1 | 0 | 2  | 1  | +1   |
| 2    | Paris SG              | 3   | 2 | 1 | 0 | 1 | 3  | 1  | +2   |
| 3    | Arsenal FC            | 2   | 2 | 0 | 2 | 0 | 3  | 3  | 0    |
| 4    | Boca Juniors          | 1   | 2 | 0 | 1 | 1 | 2  | 5  | -3   |

## Journée

### 1erjour
| Samedi 30 juillet 2011 | Red Bulls de New York | 1 - 0   | Paris Saint-Germain | Emirates Stadium, Londres                 |                                           |
| 14:00 WEST             | Lindpere 27e          | (1 - 0) |                     | Spectateurs : 54 488 Arbitrage : Kenny Ng | Spectateurs : 54 488 Arbitrage : Kenny Ng |
| 14:00 WEST             | Rapport               |         |                     | Spectateurs : 54 488 Arbitrage : Kenny Ng | Spectateurs : 54 488 Arbitrage : Kenny Ng |

| Samedi 30 juillet 2011 | Arsenal                     | 2 - 2   | Boca Juniors            | Emirates Stadium, Londres                        |                                                  |
| 16:20 WEST             | van Persie 29e · Ramsey 46e | (1 - 0) | 68e Viatri · 71e Mouche | Spectateurs : 54 488 Arbitrage : Martin Atkinson | Spectateurs : 54 488 Arbitrage : Martin Atkinson |
| 16:20 WEST             | Rapport                     |         |                         | Spectateurs : 54 488 Arbitrage : Martin Atkinson | Spectateurs : 54 488 Arbitrage : Martin Atkinson |

### 2ejour
| Dimanche 31 juillet 2011 | Paris Saint-Germain                 | 3 - 0   | Boca Juniors | Emirates Stadium, Londres                           |                                                     |
| 14:00 WEST               | Maurice 8e · Hoarau 38e · Ceará 79e | (2 - 0) |              | Spectateurs : 60 011 Arbitrage : Kristinn Jakobsson | Spectateurs : 60 011 Arbitrage : Kristinn Jakobsson |
| 14:00 WEST               | Rapport                             |         |              | Spectateurs : 60 011 Arbitrage : Kristinn Jakobsson | Spectateurs : 60 011 Arbitrage : Kristinn Jakobsson |

| Dimanche 31 juillet 2011 | Arsenal        | 1 - 1   | Red Bulls de New York | Emirates Stadium, Londres                     |                                               |
| 16:20 WEST               | van Persie 42e | (1 - 0) | 84e (csc) Bartley     | Spectateurs : 60 011 Arbitrage : Kevin Friend | Spectateurs : 60 011 Arbitrage : Kevin Friend |
| 16:20 WEST               | Rapport        |         |                       | Spectateurs : 60 011 Arbitrage : Kevin Friend | Spectateurs : 60 011 Arbitrage : Kevin Friend |

## Meilleurs buteurs
2 buts
 Robin van Persie (Arsenal FC)

1 but
 Aaron Ramsey (Arsenal FC)

 Pablo Mouche (Boca Juniors)

 Lucas Viatri (Boca Juniors)

 Joel Lindpere (Red Bulls de New York)

 Marcos Ceará (Paris SG)

 Guillaume Hoarau (Paris SG)

 Jean-Eudes Maurice (Paris SG)

1 but contre son camp
 Kyle Bartley (Arsenal FC).